# Skyrunning
Lo skyrunning è un insieme di discipline sportive di corsa che si svolgono in ambienti d'alta montagna su percorsi come sentieri, morene, rocce o neve (asfalto inferiore al 15%), a quote che possono raggiungere o superare i 4 000 m.
Dal 2008 le gare sono regolamentate dalla International Skyrunning Federation (ISF), organismo sportivo internazionale che sostituisce la Federation for Sport at Altitude (FSA), fondata a sua volta nel 1995.
La federazione patrocina un circuito di gare di livello mondiale, le Skyrunner World Series (i circuiti nazionali Skyrunner National Series), il circuito dedicato ai Vertical Kilometer (il Vertical Kilometer World Circuit) e il circuito di gare sulle scale dei grattacieli (il Vertical World Circuit). Ai circuiti si aggiungono i campionati dell'ISF: Skyrunning World Championships, Skyrunning Continental Championships e SkyGames.
In Italia nel 2017 lo skyrunning è stato riconosciuto come disciplina sportiva dal Comitato olimpico nazionale italiano sotto l'alpinismo, differenziandolo dall'atletica leggera. In ambito italiano la Federazione Italiana Skyrunning (FISky) rappresenta lo sport e organizza annualmente il Campionato italiano skyrunning.

## Caratteristiche
Le gare si svolgono prevalentemente fuori strada, lungo percorsi di alta montagna caratterizzati per lo più da una tipologia di terreno sconnesso, che possono comprendere tratti innevati o ghiacciati la cui difficoltà alpinistica non supera però il secondo grado di difficoltà.

## Discipline dello skyrunning
Le varie discipline dello skyrunning sono:
| Gara               | Distanza  | Dislivello positivo (minimo) | Informazioni extra |
| ------------------ | --------- | ---------------------------- | --- |
| Sky                | 20–49 km  | 1 300 m                      | - |
| Ultra              | 50–99 km  | 3 200 m                      | al di sotto delle 16 ore come tempo limite                                                                                |
| Vertical           | max 5 km  | 1 000 m                      | doppi o tripli Vertical Kilometer sono considerati                                                                        |
| SkySpeed           | max 500 m | 100 m                        | - |
| Stair Climbing     | -         | 100 m                        | gare con una pendenza superiore al 45% su scale indoor o outdoor                                                          |
| SkySnow - Vertical | max 5 km  | min 15%                      | gare su neve (almeno 70%) con l'uso obbligatorio di micro ramponi                                                         |
| SkySnow - Classic  | min 9 km  | 300 m                        | gare su neve (almeno 70%) con l'uso obbligatorio di micro ramponi                                                         |
| SkyBike            | -         | -                            | sport combinato composto da bicicletta da corsa o mountain bike e vertical kilometer o un altro tipo di gara skyrunning   |
| SkyRaid            | -         | -                            | gare in team che combinano gare tipo skyrunning di lunghe distanze con altri tipi di gare es. ciclismo, sci, arrampicata. |